# Alley oop

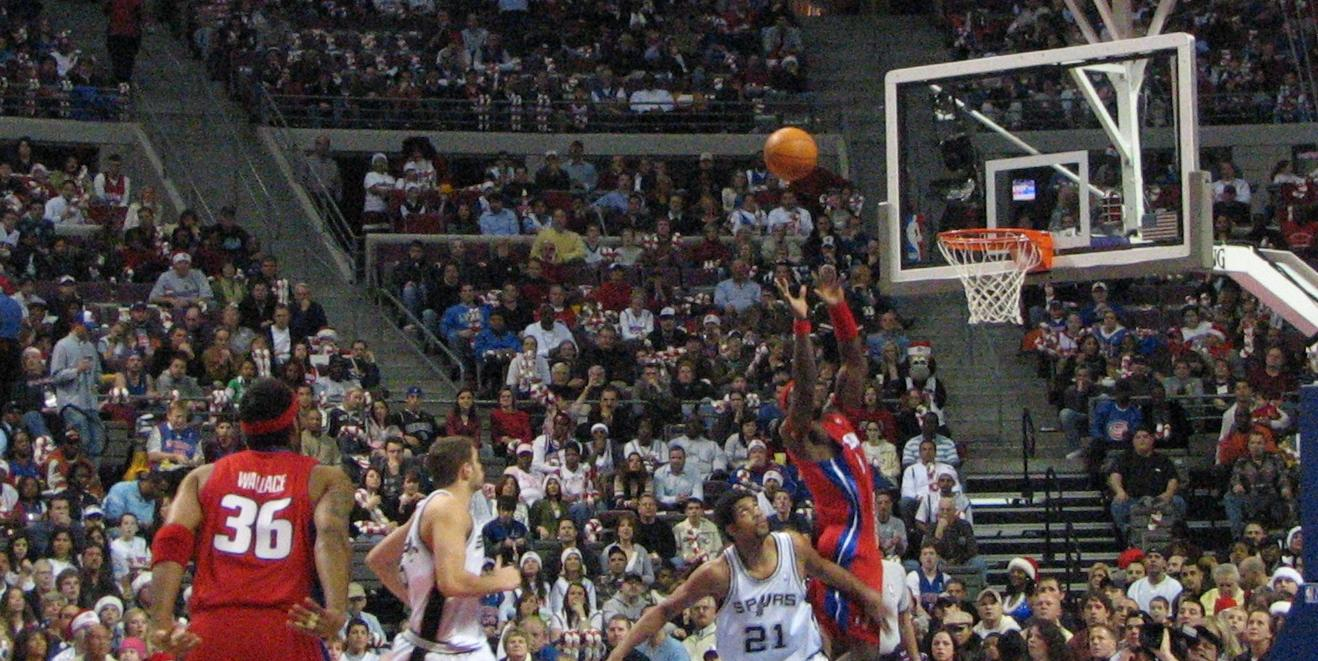
Alley oop de Ben Wallace con asistencia de Rasheed Wallace, de los Detroit Pistons en 2005.

Un alley oop en baloncesto es una jugada de ataque en la que un jugador lanza la pelota cerca de la canasta para que un compañero salte, capture el balón en el aire y anote generalmente machacando. El alley oop combina el trabajo en equipo, con el pase, la temporización y el mate.

## Historia delalley-oop
Al Tucker y su hermano Gerald de la Oklahoma Baptist University son considerados los primeros en realizar un alley oop a mediados de la década de 1960. Otras fuentes consideran a David Thompson como el primer jugador en conseguir el clásico alley oop jugando en la Universidad Estatal de Carolina del Norte, con sus compañeros de equipo Monte Towe y la ayuda de Tim Stoddard asistiendo. Thompson popularizó la jugada en la década de 1970, aprovechando su salto vertical de 44 pulgadas siendo una muy importante baza del ataque del Wolfpack. Debido a que realizar en esa época el mate era ilegal en el baloncesto universitario, al recibir la asistencia, Thompson simplemente dejaba caer el balón al aro - nunca machacando, excepto en el último partido de su carrera. Durante la década de 1990 las estrellas de la NBA convirtieron el alley oop en un arma de juego rápido. El equipo de la Universidad Estatal de Carolina del Norte también ganó un campeonato nacional gracias a lo que podría ser considerado el más famoso alley oop de todos los tiempos contra el de la Universidad de Houston. Con el tiempo cumplido y el resultado en empate en el campeonato en juego en 1983 en Albuquerque (Nuevo México), Dereck Whittenburg lanzó en corto de la canasta, un mal tiro que se convirtió en un buen pase a Lorenzo Charles, que recibió el balón y anotó para ganar el título.

## Elalley-oopen otros medios
En la película Semi-Pro el protagonista Jackie Moon inventa el alley-oop después de tener un sueño tras ser noqueado; en dicho sueño habla con su madre en el cielo y ella le describe el alley-oop.